# 리언 레더먼
리언 맥스 레더먼(영어: Leon Max Lederman, 1922년 7월 15일 ~ 2018년 10월 3일)은 1982년 쿼크와 경(輕)입자의 3세대를 확립 시키면서
마틴 루이스 펄과 울프 물리학상을 공동 수상한 미국의 실험물리학자이다. 1988년에는 멜빈 슈워츠, 잭 스타인버거와 함께 중성미자 연구로 노벨 물리학상을 수상하였다. 그는 미국 일리노이주 바타비아에 위치한 페르미 국립 가속기 연구소 소장으로 일했다. 리더먼은 1986년에 일리노이주 오로라에 위치한 일리노이 수학과학고등학교의 창립자이며 2012년부터 명예직 교수로 활동하였다. 2012년에 자연계의 힘과 간접 전이입자에 대한 공헌으로 버니바 부시상을 수상하였다.

## 생애
레더먼은 뉴욕주 뉴욕시에서 민나 (네 로젠버그)와 세탁업자 모리스 레더먼 사이에서 태어났다.

## 학위
그는 뉴욕시 사우스 브롱스에 있는 제임스 먼로 고등학교를 1939년 졸업하였으며, 1943년 뉴욕시립대학교에서 학사 학위를 받고, 1951년에 컬럼비아 대학교에서 박사 학위를 받았다. 이후 컬럼비아 대학교 교수로 일하였으며 유진 히긴스 물리학 교수가 된다. 제네바 유럽 입자 물리 연구소에서 포드 재단의 선임 연구원으로 얼마 동안 일하게 된다.